# خوان غراندي رومان
خوان غراندي رومان (بالإسبانية: Juan Grande)‏ هو راهب إسباني، ولد في 6 مارس 1546 في قرمونة في إسبانيا، وتوفي في 3 يونيو 1600 في شريش في إسبانيا.